# Оператор координаты
Оператор координаты — квантово-механический оператор, наряду с оператором импульса, использующийся для описания поведения системы. Так как координата является вещественной величиной, то оператор координаты эрмитов.
В координатном представлении оператор {\displaystyle {\hat {X}}} — сама координата {\displaystyle x}; в импульсном представлении оператор координаты выражается через производную по импульсу:
{\displaystyle {\hat {X}}=i\hbar {\frac {\partial }{\partial \mathbf {p} }}}.
Оператор координаты не коммутирует с оператором импульса, то есть:
{\displaystyle [{\hat {X}},{\hat {P}}]\not \equiv 0}
Таким образом, для пары наблюдаемых величин {\displaystyle x} и {\displaystyle p} выполняется соотношение неопределённостей Гейзенберга:
{\displaystyle \Delta x\Delta p\geqslant {\frac {\hbar }{2}}},
где ħ — приведённая постоянная Планка.
Согласно каноническому коммутационному соотношению:
{\displaystyle [{\hat {X}},{\hat {P_{x}}}]=i\hbar }
{\displaystyle [{\hat {Y}},{\hat {P_{y}}}]=i\hbar }
{\displaystyle [{\hat {Z}},{\hat {P_{z}}}]=i\hbar }
и все остальные коммутаторы между {\displaystyle {\hat {X}},{\hat {Y}},{\hat {Z}},{\hat {P_{x}}},{\hat {P_{y}}},{\hat {P_{z}}}} равны 0.
Среднее значение координаты для состояния с волновой функцией {\displaystyle \psi } определяется как:
{\displaystyle \langle x\rangle =({\hat {X}}\psi ,\psi *)=\langle \psi \vert {\hat {X}}\vert \psi \rangle =\int \limits _{V}{x\psi ^{\ast }\psi }dV}